# 大丘園 (彰化縣)
大丘園，原寫為大坵園，是臺灣彰化縣二水鄉的一個傳統地域名稱，位於該鄉中部偏東南地帶。相較於今日行政區，其範圍大致包括大園村、修仁村不含西部邊界地帶。

## 歷史
台灣清治末期至日治初期，大丘園地區為一街庄，稱為「大坵園庄」，隸屬於東螺東堡。該庄東北與松柏坑庄為鄰，東及東南與鼻仔頭庄為鄰，南邊隔濁水溪與林內庄、新庄仔庄為界，西邊及西北邊為二八水庄。
1901年（日治明治三十四年）11月，全台廢縣廳改設二十廳，該庄隸屬於彰化廳。1903年（明治三十六年）6月，該庄編入「二八水區」，隸屬於彰化廳。1909年（明治四十二年）10月，合併二十廳為十二廳，二八水區改隸屬於臺中廳。1920年（大正九年），該庄改制並雅化為「大丘園」大字，隸屬於臺中州員林郡二水庄。
戰後二水庄改制為二水鄉，隸屬於臺中縣，大字亦改制為村。1950年10月，中、彰、投分治，二水鄉改隸屬彰化縣。

## 聚落
本地區發展較早的聚落為大坵園，在日治期初期的官方地圖上已有記載。此外，本地區尚有北修仁（埤仔頭）、南修仁（番仔寮）等聚落。

## 交通
台鐵縱貫線是台灣西部南北鐵路幹線，大致以西北—東南走向經過大丘園地區中部。境內未設端，西北側最近的是二水車站，屬二等站，停靠部分自強號列車，及全部的莒光號、區間車、區間快車；南側最近的林內車站，屬三等站，停靠少部分莒光號、區間快車，及全部區間車。由此等車站可前往台鐵沿線各站。
台鐵集集線是二水經名間通往集集的支線鐵路，大致以西北西—東南東走向經過本地區，並位於縱貫線東北側。境內未設站，西北側最近的是二水車站，東南側最近的是本地區東南部邊界外不遠處的源泉車站。該線僅行駛區間車。
縣道137號（員集路二段）是彰化至二水源泉的道路，主要沿八卦台地西側山麓地帶而行，大致以西北—東南走向轉橫向再轉西北西—東南東走向經過本地區中部偏東北，並位於台鐵集集線北側。由該道路向西北可前往二水市區東北郊、田中、社頭、員林、大村、花壇、彰化等地，向東南東轉東可前往鼻子頭並止於縣道152號路口。
縣道141號（南通路二段）是員林至林內的道路，大致以西北西—東南東走向轉西北—東南走向再轉西北西—東南東走向與縣道152號共線經過本地區中部偏西南地帶。由該道路向西北西轉北北西再轉北經員集路四段陸橋、鐵路陸橋下後轉北北西可前往田中、社頭、員林並止於省道台1線路口，向東南東轉南南西獨行後可前往林內並止於省道台3線路口。
縣道152號（南通路二段）是大城鄉公館至名間的道路，在本地區路段與縣道141號共線。由該道路向西北西轉北北西再轉西北經二水市區西南側後轉西南西再轉西北可前往溪州、埤頭南部、竹塘、大城等地，向東南東獨行後轉東北可前往名間並止於省道台3線路口。
鄉道彰114-1線（修仁路）是修仁至源泉的道路，其西側端點位於本地區中部偏南番仔寮聚落南側的縣道141號、縣道152號共線路口。由此向東北蜿蜒而行，過縱貫線鐵路平交道後轉東南東再轉東北東，過集集線鐵路平交道後出境，可前往鼻子頭西部源泉聚落的鄉道彰114線路口。

## 學校
- 源泉國小（西北大半部）